# František Hofman
František Hofman (1. září 1891, Přeštice – 3. března 1969, Praha) byl český malíř. Ve své tvorbě se věnoval aktům žen, dívek a také podobiznám. Mezi jeho díla patří obraz prezidenta Masaryka, starosty Sokola Josefa Scheinera, Renaty Tyršové či Pražského Jezulátka.

## Životopis
Narodil se v Přešticích v rodině advokáta Ludvíka Hofmana a jeho manželky Marie, rozené Štěpkové pocházející z Přerova. Měl dvě mladší sestry, Marii, provdanou Hlaváčkovou, a Annu, provdanou Romenskou. Annin manžel ing. Jiří Romenský byl ředitelem cukrovaru v Libochovicích, zahynul za druhé světové války v koncentračním táboře.
V letech 1908–1915 studoval na Akademii výtvarných umění v Praze u profesorů Františka Ženíška a Augusta Brömseho. V roce 1928 vystavoval na Výstavě soudobé kultury v Brně. V roce 1931 vystavoval s Jednotou umělců výtvarných v Topičově salónu v Praze a v letech 1940–1942 ve Zbečně u Rakovníka také na Rakovnických salónech. Po roce 1950 ho okolnosti donutily věnovat se spíše přírodním scenériím. Od počátku 30. let až do roku 1964 žil a tvořil ve svém ateliéru po sochaři Bohuslavu Schnirchovi v Mikovcově ulici v Praze-Vinohradech. Scházela se tu společnost jeho stejně umělecky založených přátel. Velkou část roku však pobýval na cestách. Za přírodními motivy jezdil do Beskyd a letní pobyty pravidelně trávíval v hájence u Karlovic na Jesenicku. Ze svých slovenských cest vozil etnografické studie lidových krojů i unikátní fotografie.
Po roce 1964 byl vyškrtnut ze Svazu československých výtvarných umělců a ze svého ateliéru vystěhován. Jako náhradní prostor mu byla přidělena nevyhovující místnost v domě U Dvou slunců v Nerudově ulici. Jeho jméno naposledy uvedl Tomanův Nový slovník českých výtvarných umělců ve vydání z roku 1947, ve vydání z roku 2003 se již neobjevil.
Poprvé se oženil v Praze dne 15. 5. 1937 s Martou Pešlovou, s dcerou majitele továrny na dopisní papíry v Praze. Rodinným sídlem se stala vila ve Zbečně u Rakovníka. V manželství se narodili dva synové Václav a Jiří. Brzy se rozvedl, ale styky s rodinou udržoval až do poloviny 50. let 20. století. Syn Václav s matkou později z Československa emigrovali do Austrálie. V posledních letech svého života se, již jako nemocný, ještě podruhé oženil.
Byl pohřben na pražském hřbitově Na Malvazinkách, malá rodinná hrobka však byla před několika lety zničena vandaly.

## Výstavy (výběr)
- 1936 – Topičův salon Praha[6]
- 2013 – Přeštice, Dům historie Přešticka "Zapomenutí malíři z Přešticka"